# Finding Carter
Finding Carter – amerykański serial telewizyjny (dramat obyczajowy, serial młodzieżowy) emitowany w latach 2014 –2015 przez MTV. Twórcą serialu jest Emily Silver. 29 października 2015 stacja ogłosiła przedłużenie serialu na trzeci sezon.
29 stycznia 2016 roku stacja MTV ogłosiła anulowanie serialu, nie powstanie trzeci sezon, mimo że został zamówiony.

## Fabuła
Serial skupia się na Carter Stevens, która w dzieciństwie została porwana przez Lori Stevens. Kobieta zostaje aresztowana podczas licealnej dyskoteki. Teraz Carter musi wrócić do swojej prawdziwej rodziny, ale chce odzyskać Lori, którą uważa za jedyną najbliższą jej osobę.

## Obsada

### Główna
- Kathryn Prescott jako Carter Stevens, urodzona jako Lyndon Wilson[4]
- Cynthia Watros jako Elizabeth Wilson, matka biologiczna Carter[5]
- Alexis Denisof jako David Wilson, ojciec biologiczny Carter[6]
- Anna Jacoby-Heron jako Taylor Wilson, siostra Carter i dziewczyna Maxa
- Zac Pullam jako Grant Wilson, młodszy brat Carter

### Role drugoplanowe
- Milena Govich jako Lori Stevens
- Alex Saxon jako Max
- Vanessa Morgan jako Beatrix "Bird[7]
- Jesse Henderson jako Gabe[7]
- Jesse Carere jako Ofe[7]
- Caleb Ruminer jako Cameron "Crash" Mason[7],
- Eddie Matos jako Kyle
- Meredith Baxter jako  Joan, babcia
- Robert Pine jako  Buddy, dziadek
- Stephen Guarino jako Toby

## Odcinki
| Sezon | Sezon | Odcinki | Oryginalna emisja MTV | Oryginalna emisja MTV | Oryginalna emisja | Oryginalna emisja | Oryginalna emisja |
| Sezon | Sezon | Odcinki | Premiera sezonu       | Finał sezonu          | Premiera sezonu   | Finał sezonu      |                   |
| ----- | ----- | ------- | --------------------- | --------------------- | ----------------- | ----------------- | ----------------- |
|       | 1     | 12      | 8 lipca 2014          | 16 września 2014      | brak danych       | brak danych       |                   |
|       | 2     | 24      | 31 marca 2015         | 15 grudnia 2015       | brak danych       | brak danych       |                   |

## Produkcja
31 stycznia 2014 roku, stacja MTV zamówiła 12-odcinkowy serial dramatyczny
19 sierpnia 2014 roku, stacja MTV zamówiła 2 serię